# 凉水乡 (乐至县)
凉水乡，是中华人民共和国四川省资阳市乐至县曾经下辖的一个乡。2019年12月，撤销凉水乡，将其所属行政区域划归高寺镇管辖。

## 行政区划
凉水乡撤销前下辖以下地区：
模范村、灶王庙村、丁家咀村、桂花村、三河咀村、金光村、中保安村、山王庙村、万氏祠村、下油坊村、天鹅村、万家沟村、鼓楼村、三九村、三清庙村、孝义村、九洞寺村、全家庙村、九龙寺村和谢家桥村。